# 寗隨
寗隨（部分版本作「甯隨」，音同「寧」），《三國演義》的虛構人物，在《演義》中是姜維的副將。魏滅蜀之戰中，魏將諸葛緒屯陰平橋頭斷姜維後路，寗隨向姜維獻計「攻敵之必救」，要姜維假裝殺向雍州，騙諸葛緒回兵去救。諸葛緒中計，怕後方有失，連忙拔營回師去救。後諸葛緒發現姜維意圖後，也馬上掉頭回頭堵姜維，但是晚了一步，於是引兵到劍閣找鍾會。

## 相關作品
在三國志姜維傳中作為街亭失守而死在獄中的馬謖的新身分，作為姜維的軍師協助北伐。

## 资料来源
- 羅貫中，《三國演義》，第117回